# Ратскирхен
Ратскирхен (нем. Rathskirchen) — община в Германии, в земле Рейнланд-Пфальц. 
Входит в состав района Доннерсберг. Подчиняется управлению Роккенхаузен.  Население составляет 194 человека (на 31 декабря 2010 года). Занимает площадь 5,12 км².
Коммуна подразделяется на 3 сельских округа.